# Noyabrsk
Noyabrsk (del ruso: Ноябрьск) es una ciudad del distrito autónomo de Yamalia-Nenetsia, en el óblast de Tiumén, en Rusia. Contaba con 101 235 habitantes en 2023. Noyabrsk es la ciudad más poblada del distrito autónomo, y se encuentra a unos 300 km al norte de Surgut. La ciudad más cercana es Muravlenko a unos 80 km.

## Historia
La fundación de la ciudad es muy reciente. Su nombre deriva del ruso Ноябрь, noviembre. Poco antes de 1975, llegaron los helicópteros a las cercanías del río Itu-Yaja con la intención de construir un lugar de extracción de petróleo. Para noviembre de 1976 se inició la construcción de un asentamiento a orillas del lago Janto para los constructores del ferrocarril. Se situó en esta línea ferroviaria, la Tiumén - Novi Urengói.
El 26 de octubre de 1977 el pueblo toma el nombre de Noyabrsk, adquiriendo el estatus de asentamiento de tipo urbano el 12 de noviembre de 1979 y el 28 de abril de 1982, el de ciudad.
La primera escuela de Noyabrsk fue abierta en 1977, hoy la ciudad tiene catorce escuelas primarias y secundarias, un instituto, una escuela de música y una de dibujo para niños.

## Demografía
| 1977  | 1986   | 1989   | 1996   | 2002   | 2008    |
| ----- | ------ | ------ | ------ | ------ | ------- |
| 1 523 | 68 000 | 85 800 | 95 500 | 96 400 | 110 373 |

## Economía y transporte
El principal sector de la industria de Noyabrsk es la producción de petróleo, especialmente la empresa Gazprom Neft.
La ciudad cuenta con un aeropuerto regional así como una estación de ferrocarril en la vía Surgut - Novi Urengói.

## Ciudades hermanadas
- Korosten, Ucrania, desde 1999

## Galería

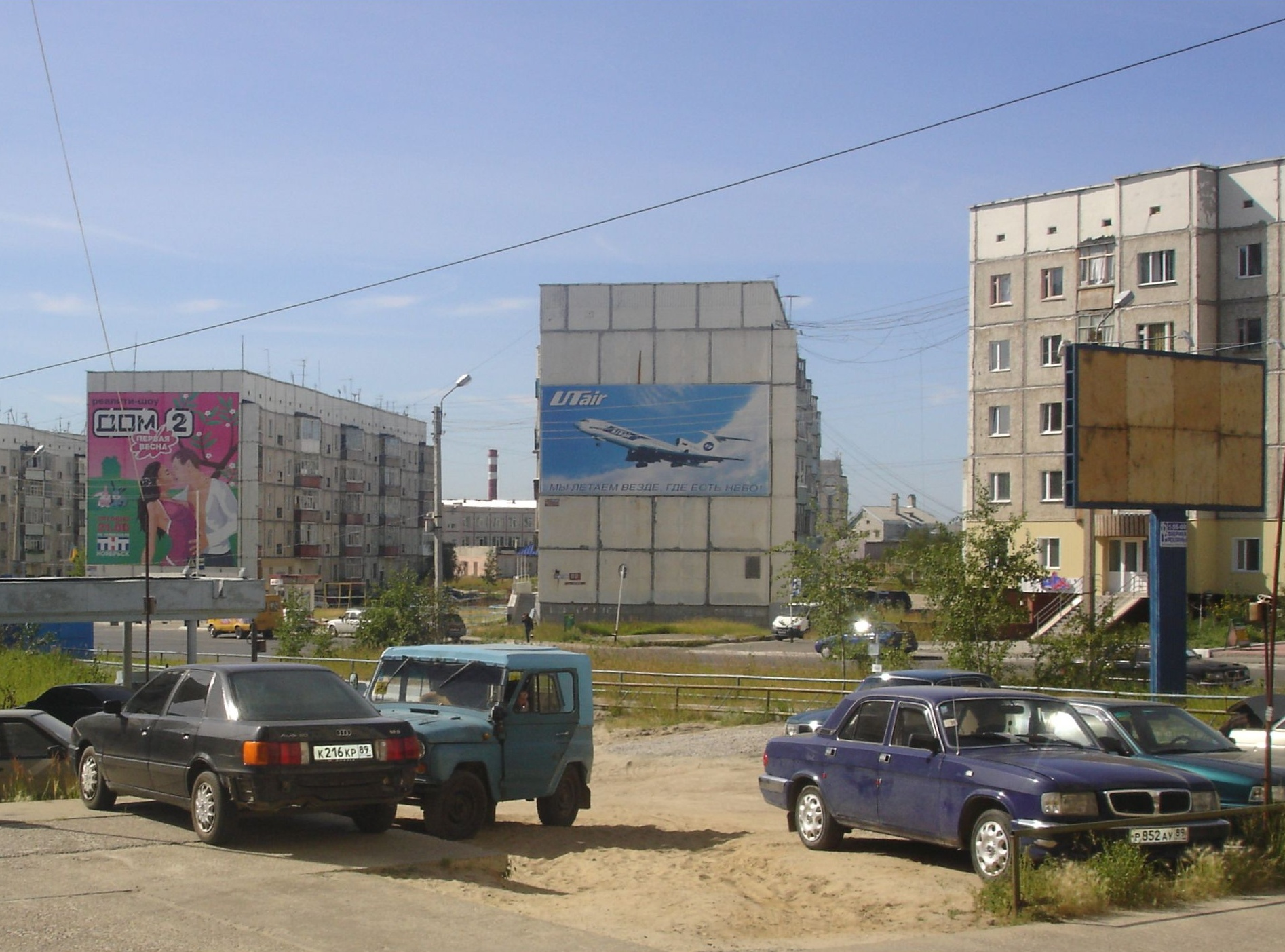
La ciudad
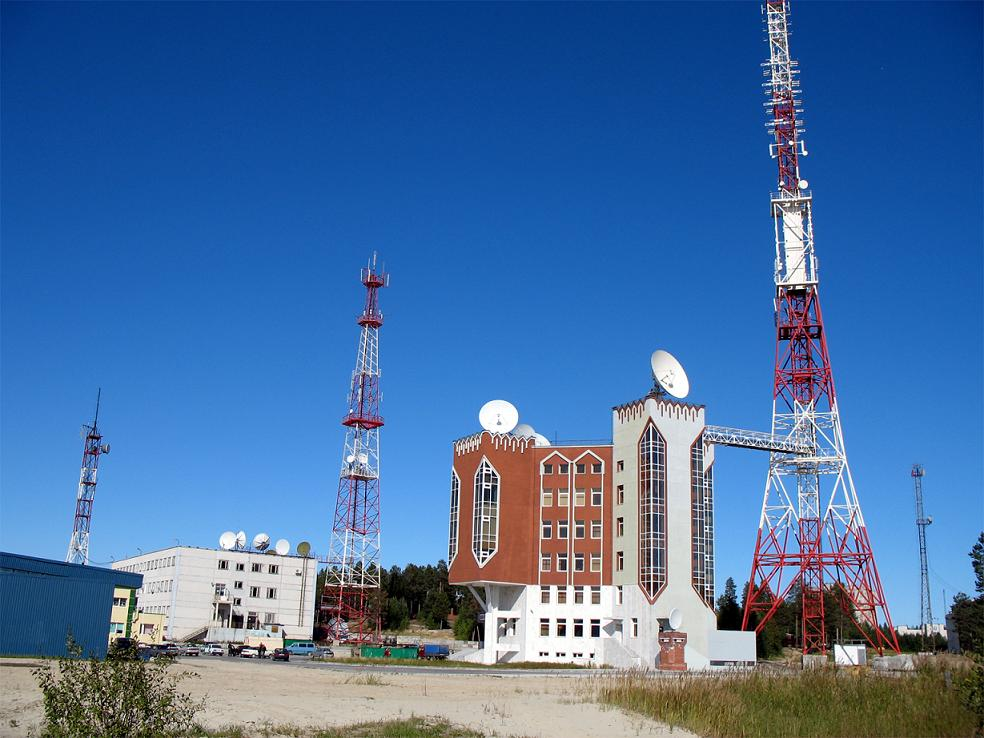
Estación de televisión
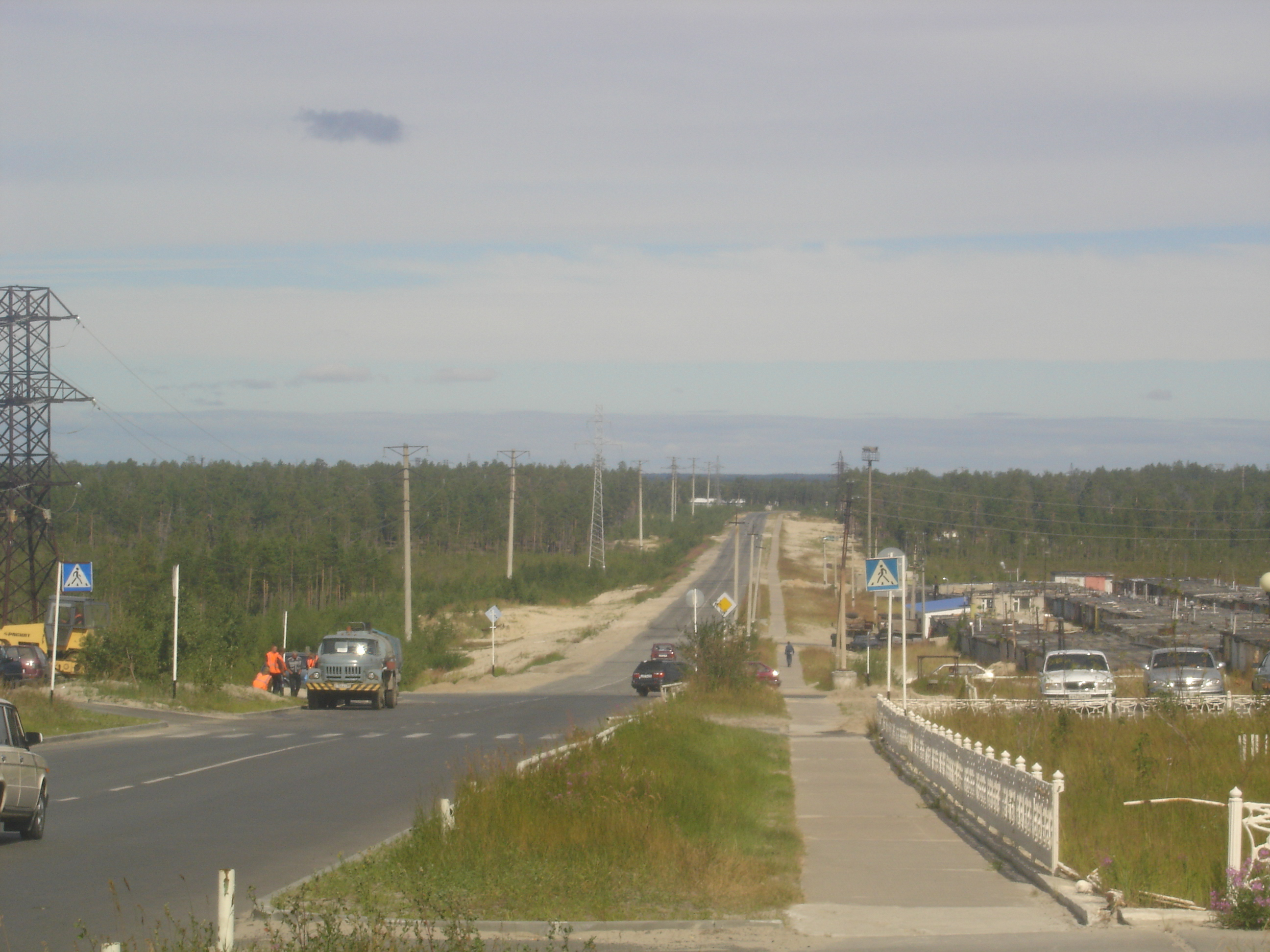
Vista de la taiga al norte de la ciudad.